# Porque te vas
"Porque te vas" (Vì anh bỏ đi) là một bài hát được José Luis Perales sáng tác và ca sĩ Jeanette trình diễn. Ca khúc này không được phổ biến cho đến đầu năm 1974. Chỉ khi bài hát được sử dụng trong bộ phim năm 1976 của Carlos Saura Cría Cuervos, và bộ phim được vinh danh tại Liên hoan phim Cannes (giải lớn của ban giám khảo) và tại Liên hoan phim quốc tế Berlin (giải đặc biệt của ban giám khảo), thì bài hát này mới được toàn thế giới biết đến. Tại Áo bài hát đứng vị trí 13, vị trí thứ 4 ở Thụy Sĩ, và ở Đức nó thậm chí đạt số 1. Mặc dù sau bài hát này ca sĩ Jeanette không bao giờ đạt được thành công quốc tế tương tự, cô tiếp tục hát khá thành công tại Tây Ban Nha và Mỹ Latin, và ở mức độ thấp hơn ở Pháp, cho đến thập niên 1990.

## Xếp hạng và chứng nhận
| Chart (1974–77)                      | Peak position |
| ------------------------------------ | ------------- |
| Austria (Ö3 Austria Top 40)          | 13            |
| Belgium Wallonia (Ultratop)          | 6             |
| Belgium Flanders (Ultratop)          | 29            |
| Finland (Billboard)                  | 6             |
| France (SNEP)                        | 1             |
| Germany (Offizielle Deutsche Charts) | 1             |
| Mexico (Billboard)                   | 11            |
| Netherlands (Dutch Top 40)           | 32            |
| Portugal (Billboard)                 | 6             |
| Switzerland (Swiss Hitparade)        | 4             |

| Chart (2008)                   | Peak position |
| ------------------------------ | ------------- |
| US Latin Pop Songs (Billboard) | 28            |

| Chart (2012)                 | Peak position |
| ---------------------------- | ------------- |
| Netherlands (Single Top 100) | 85            |

| Chart (1976)               | Peak position |
| -------------------------- | ------------- |
| France (SNEP)              | 1             |
| Germany (Gerd Steinkoenig) | 7             |

| Quốc gia    | Chứng nhận | Số đơn vị/doanh số chứng nhận |
| ----------- | ---------- | ----------------------------- |
| Pháp (SNEP) | Gold       | 1,108,000                     |
|             |            |                               |